# Transformator (Aalborg Teater)
 For alternative betydninger, se Transformator. (Se også artikler, som begynder med Transformator)
Transformator er Aalborg Teaters eksperimenterende og åbne satellitscene.
I efteråret 2007 blev Aalborg Teaters anneksscene, Mindste Scene, omdøbt til Transformator. Udgangspunktet var at skabe et kunstnerisk frirum og en kreativ tænketank og legeplads. På disse principper fungerer scenen endnu, og præsenterer over en teatersæson mere end fyrre unikke arrangementer under sloganet ”Teater/Tricks/Automatøl”. På Transformator er der plads til at Aalborg Teaters ensemble og personale kan få afløb for deres kreative, skæve og uafprøvede ideer, uge efter uge. 
Transformators formål er, at præsentere Aalborgs rastløse unge for nye, vanvittige kunstneriske eksperimenter, og dermed være en aktiv bidragsyder i det aalborgensiske kulturliv. Transformator har gennem sin korte levetid præsenteret alt fra egenproducerede teaterstykker, musicals, iPodbattles og luftguitarkonkurrencer til intimkoncerter, improteater, comedy og trylleshows. 
Skuespiller og initiativtager, Morten Burian, var Transformators første stationsforstander (kunstneriske leder), og fungerede således frem til sommeren 2009. Fra 2009 til 2011 sad skuespiller Jakob Bjerregaard Engmann med stationsforstanderkasketten. Og fra august 2011 overtager instruktør Minna Johannesson tjansen som kunstnerisk leder af scenen.
Transformator modtog i år 2010 "Nordjysk Kulturpris", der hvert år uddeles af Nordjyske Medier og Spar Nord til en Nordjysk kulturaktør, der gør en forskel i og for Nordjylland.

## Modtagere af Transformatorprisen
Transformator uddeler hvert år Transformatorprisen til en lokal kunstnerisk ildkugle og uslebent talent, og med den følger en check på 10.000/15.000 kr.
- 2008: Trommeslager Christian Skjødt, for sit store engagement i Aalborgs musikliv, hvor han bl.a. arrangerer koncerter for eksperimenterende musik. Dette sker bl.a. i foreningen ”It’s A Boring Century”, hvor Christian er formand.[1]

- 2009: Danser og koreograf Sandro Masai, der både har arrangeret performances på Transformator og Platform4. Derudover står han også bag Aalborgs første forening for moderne dans ”Modern Dancers In Aalborg”.

- 2010: Poetry slammer Mads Bjergen Pedersen – en for vor tid unik, kompromisløs og hudløst ærlig digter. Hans slams er alt fra bidende aktuelle, gribende, samfundskritiske, verbale ørefigner til hjerteskærende smukke, gåsehudsfremkaldende, stykker af virkelighed – og altid med ham selv som indsats. Optræder desuden med sine vers tilsat musik, under navnet Versefod & Kvæde.

- 2011: Fotograf Mathies Brinkmann Jespersen. Har siden Transformators spæde start fastfrosset tusindvis af øjeblikke med sit kamera. Fotograferer store som små kulturarrangementer i Aalborg. Har udstillet bøger på Huset, fået trykt billeder i Nordjyske og andre medier – og senest udgivet en flashy coffee table book med hans billeder fra netop Transformator.

- 2012: Singer/songwriter Bjarke Kirk. Med stor originalitet, varme, ærlighed og humor beskriver Bjarke hverdagens skæve eksistenser. Skrev bl.a. musikken til Transformators forestilling "Aalborg - Jeg elsker dig".